# Russell Reynolds Associates
Russell Reynolds Associates (RRA) ist eine weltweit agierende Personalberatung. Gegründet 1969 von Russell „Russ“ Reynolds, gehört RRA heute zu den fünf großen Personalberatungsunternehmen, den so genannten SHREK Firms. RRA hat daher bedeutendes Gewicht bei der Besetzung und Evaluation von Topführungskräften zahlreicher börsennotierter und nicht-börsennotierter Unternehmen sowie Nonprofit-Organisationen und ist vorwiegend in der Direktsuche aktiv. In Deutschland unterhält RRA Büros in Berlin, Frankfurt, Hamburg und München.

## Profil
Zu den Beratungsdienstleistungen von RRA für Führungskräfte gehören CEO-/Vorstandsberatung, Kulturbewertung (Culture Assessment), digitale Transformation, Diversität und Inklusion, Executive Search, Beratung für Familienunternehmen, globale Lieferkette und Führungsbewertung (Leadership Assessment Services).
RRA bietet auch C-Suite-Rekrutierungsdienste für Positionen wie Vorstandsmitglieder und Chief Executive Officers, Corporate Affairs Officers, Digital Leadership, Financial Officers, General Counsel und Legal Officers, Human Resources Officers, Marketing Officers, Risk and Compliance Officers, Supply Chain Officers und Technology Officers an.
RRA betreut Kunden in verschiedenen Branchen, wie z. B. Unternehmen und professionelle Dienstleistungen, Verbraucher, Bildung, Energie und natürliche Ressourcen, Finanzdienstleistungen, Gesundheitswesen, Industrie, Non-Profit-Organisationen, Private Equity und Technologie weltweit.
Da insbesondere die Besetzung von Vorstand und Geschäftsführung ein höchst diskretes Geschäft ist, wird über die konkreten Projekte von Personalberatungen und so auch der SHREK Firms trotz ihrer Marktmacht nur wenig publik. Bekannt wurde, dass RRA im Jahr 2021 den Aufsichtsratschef und den Risikovorstand der Deutschen Bank vorgeschlagen hat, die jeweils ihre Mandate erhalten haben. Ebenfalls wurde bekannt, dass RRA Vorstandsressorts bei Bilfinger, Heidelberg Materials, Kion und Aaareal Bank besetzt hat. RRA veröffentlicht als Beitrag zu politischen und gesellschaftlichen Debatten und zum Abgleich mit selbst gesetzten oder politisch vorgegebenen Zielen regelmäßig Studien zur Zusammensetzung des Topmanagements von Unternehmen in Deutschland und weltweit.